# Serhij Zakarluka
Serhij Wołodymyrowycz Zakarluka, ukr. Сергій Володимирович Закарлюка (ur. 17 sierpnia 1976 w Nikopolu, zm. 6 października 2014 ok. Połtawy) – ukraiński piłkarz i trener piłkarski, grający na pozycji pomocnika, reprezentant Ukrainy.

## Kariera piłkarska

### Kariera klubowa
Rozpoczął karierę piłkarską w 1993 w klubie Dnipro Dniepropetrowsk, skąd w 1994 przeszedł do Metałurha Mariupol. W 1996 zaproszony do CSKA Kijów, a kiedy w 2001 klub przekazał swoje miejsce Arsenałowi Kijów został piłkarzem nowo utworzonego klubu. Następnie bronił barw klubów Metałurh Donieck, Szachtar Donieck i Illicziweć Mariupol. W 2005 powrócił do Metałurha Donieck, skąd po zakończeniu sezonu przeszedł do Arsenału Kijów, w którym obecnie występuje. W sierpniu 2008 rozegrał 300 mecz w najwyższej lidze ukraińskiej. Latem 2011 podpisał roczny kontrakt z Worskłą Połtawa. Wiosną 2012 odszedł do farm klubu FK Połtawa, a po zakończeniu sezonu 2011/12 opuścił Połtawę.

### Kariera reprezentacyjna
21 marca 2002 zadebiutował w reprezentacji Ukrainy w spotkaniu towarzyskim z Japonią przegranym 0:1. Ogółem dla reprezentacji rozegrał 9 gier. Pożegnał się z reprezentacją przez naruszenie dyscypliny

## Kariera trenerska
Po zakończeniu kariery piłkarskiej rozpoczął pracę szkoleniową. Od początku 2013 pomagał trenować piłkarzy Arsenału Kijów. 10 października 2013 po odejściu Jurija Bakałowa objął obowiązki głównego trenera. Ale już 29 października 2013 klub ogłosił o rezygnacji z mistrzostw Ukrainy oraz rozpoczął proces bankructwa i trener został bez pracy.
6 października 2014 zginął w wypadku samochodowym k. Połtawy.

## Sukcesy i odznaczenia

### Sukcesy klubowe
- Srebrny medalista Mistrzostw Ukrainy: 2004
- Brązowy medalista Mistrzostw Ukrainy: 2002, 2003
- Zdobywca Pucharu Ukrainy: 2004
- Finalista Pucharu Ukrainy: 2001

### Sukcesy indywidualne
- Członek Klubu 300: 320 meczów.

### Odznaczenia
- Medal "Za pracę i zwycięstwo": 2006[8]